# Maio
Maio är en ö i ögruppen Sotavento i Kap Verde. Öns area är 269 km² och antalet invånare 5 435. Ön är i sin helhet ganska platt. Den högsta punkten, Monte Penoso, är 436 meter över havet. Namnet Maio kommer av att ön upptäcktes av européer den 1 maj 1460. Maio är känt för sina träd, eftersom träd annars är ovanligt i Kap Verde.
Tidigare var utvinning av salt en stor näring på Maio. Det fanns även lite jordbruk och boskapsskötsel. Idag är inget av detta lönsamt.
Maios största stad är Vila do Maio, även kallad Porto Inglês, med 1 561 invånare. Nära staden finns öns flygplats, Maio Airport.

## Orter
- Alcatraz
- Barreiro
- Calheta
- Figueira da Horta
- Figueira Seco
- João
- Lagoa
- Monte Branco
- Morro
- Morrinho
- Pedro Vaz, i Öst-Maio
- Pedro Vaz, ir Galeão
- Pilão Cão
- Porto Cais
- Praia Gonçalo
- Ribeira Dom João
- Santo António
- Vila do Maio (Porto Inglês/Porto Inglez) (Invånare: 1 561)